# Заболотцевская сельская община
Заболотцевская сельская общи́на (укр. Заболотцівська сільська громада) — территориальная община в Золочевском районе Львовской области Украины.
Административный центр — село Заболотцы.
Население составляет 6 321 человек. Площадь — 239,9 км².

## Населённые пункты
В состав общины входит 19 сёл:
- Великие Перелески
- Велин
- Высоцко
- Волковатица
- Дубье
- Дубина
- Заболотцы
- Загорцы
- Луговое
- Лучковцы
- Малые Перелески
- Мамчуры
- Новичина
- Подгорцы
- Ражнев
- Руда-Бродская
- Теребежи
- Трещуки
- Ясенов